# Отто Єсперсен
Єнс О́тто Га́ррі Єсперсен (дан. Jens Otto Harry Jespersen; 16 липня 1860, Раннерс — 30 квітня 1943, Роскілле) — данський лінгвіст.

## Біографічні відомості
Закінчив Копенгагенський університет, потім продовжував навчання в Оксфордському університеті. У 1893—1925 роках професор англійської мови у Копенгагенському університеті. Автор підручника англійської мови (1895, витримав 19 видань), в основу якого покладена жива розмовна мова. Своє розуміння граматики як цілого, що розвивається, він відобразив у «Філософії граматики» (1924). Єсперсен — автор «теорії прогресу» у мові, за якою всі мовні зміни спрямовані на полегшення спілкування і тому є прогресивними. Створив проєкт міжнародної штучної мови новіаль, раніше брав участь у розробці ідо.
Вперше питаннями лінгвістики Єсперсен зацікавився в Копенгагенському університеті, де надалі став професором англійської мови. Він посвятив низку праць питанню загальному мовознавству («Мова», «Система граматики», «Підручник фонетики»), питанням історії та теорії англійської мови («Прогрес у мові, в спеціальному застосуванні до англійської мови», «Зростання і лад англійської мови», «Граматика сучасної англійської мови на історичній основі [в 7 томах]», «Основи англійської граматики»), а також питанням методики викладання іноземних мов («Як викладати іноземну мову»).
Нерівноцінною в окремих своїх частинах виявляється його праця «Філософія граматики» (1924). Заголовок цієї праці слід розуміти в тому сенсі, що в ній розглядаються взаємини між граматичними і логічними категоріями, тобто зв'язок між мовою і мисленням. Єсперсен ставить собі за мету з'ясувати, які категорії мислення знаходять відбиття в граматичних категоріях, і в якій мірі граматичні категорії відповідають логічним або розходяться з ними. Виходячи з такого підходу до питання, Єсперсен висуває, наприклад, проблему взаємовідносин між граматичною категорією часу (англ. tense) і категорією реального часу (англ. time) та ряд інших подібних проблем. Такий підхід до питання не викликає заперечень і може при правильному і вдумливому аналізі матеріалу призвести до дуже плідних результатів. Роботи Єсперсена мали значний вплив на розвиток лінгвістики XX століття. Сприяв становленню данської лінгвістичної школи (серед його учнів, зокрема, Луїс Леонор Хаммер). 1938 року опублікував автобіографію «Життя одного лінгвіста» (дан. En sprogmands levned).

## Категорія часу
Наприклад, розглядаючи граматичну категорію часу в її взаєминах з реальним часом, Єсперсен вивчає не тільки дієслівні часи, які є граматичним засобом вираження часу, але і вираз часових понять у лексичних значеннях слів і словотворчих афіксів. Він говорить: «Розглянувши таким чином часові відносини, що виражаються часом особистих форм дієслова, ми перейдемо тепер до питання про те, чи немає схожих граматичних явищ за межами цієї області», — і розглядає такі чисто лексичні явища, як значення префікса ех — в слові ex-king, значення прикметника late в поєднанні the late Lord Mayor, значення прикметника future, наприклад у поєднанні a future Prime Minister і т. д., хоча ці факти не мають ніякого відношення до граматики. Самі по собі такі явища, безумовно, заслуговують ретельного вивчення, але це повинно бути справою лексикології.

## «Формули» та «вільні висловлювання»
Щось подібне можна знайти і під час розгляду істотного питання про відмінність між «формулами» і «вільними виразами» або «вільними словосполученнями». Зіставляючи два речення сучасної англійської мови — «How do you do?» («Здрастуйте!») і «I gave the boy a lump of sugar» («Я дав хлопцеві шматок цукру»), — Єсперсен справедливо зауважує, що перше з них, як і речення «Good morning», «Thank you» та інші, є незмінною формулою. Він пише:
Таку формулу можна проаналізувати й показати, що вона складається з декількох слів, але вона сприймається і трактується як ціле, значення якого може бути абсолютно відмінним від значень складових його слів, взятих окремо…
Легко помітити, що речення «I gave the boy a lump of sugar» має інший характер. У ньому можна виділити наголосом будь-яке з повнозначних слів, зробити паузу, наприклад після boy, замінити займенник I займенником he або she, а дієслово gave — дієсловом lent або замість the boy поставити Tom і т. д. Можна вставити в речення слово never і провести інші зміни. У той час як при вживанні формул вся справа в пам'яті та у відтворенні засвоєного, вільні висловлювання вимагають розумової діяльності іншого роду; мовець повинен створювати їх у кожному конкретному випадку заново, включаючи в речення необхідні для цього випадку слова. Отримане таким чином речення може в тому або іншому відношенні збігатися з тим, що мовець чув чи вимовляв раніше, це не міняє суті справи. Важливо те, що, створюючи речення, мовець спирається на певний зразок. Незалежно від того, які слова він підбирає, він будує речення за цим зразком. І навіть без спеціальної підготовки в області граматики ми відчуваємо, що речення «John gave Mary the apple» («Джон дав Мері яблуко»), «My uncle lent the joiner five shillings» («Мій дядько позичив столярові 5 шилінгів») є аналогічними, тобто що вони створені за єдиним зразком. В обох випадках у наявності один і той самий тип речення. Слова, з яких складаються ці речення, різні, але тип один і той самий. Таке розрізнення «формул» і «вільних виразів» вміло використовується надалі викладі для характеристики сутності граматичного ладу. При цьому, однак, слід було б відзначити, що «формули» у всіх випадках являють собою результат лексикалізації того чи іншого явища синтаксису або морфології цієї мови. Єсперсен цього не зазначає. Таким чином, межі граматики і тут залишаються неясними.

## Теорія трьох рангів
Чільне місце в граматичній системі Єсперсена займає його теорія «трьох рангів», яка спочатку була викладена в його «Граматиці сучасної англійської мови» і в дещо зміненому вигляді включена в «Філософію граматики». Відповідно до цієї теорії, слід розрізняти слова трьох «рангів»:
- слова первинні,
- слова вторинні, або ад'юнкти,
- слова третинні, або суб'юнкти.

Це розрізнення засноване на принципі: первинні слова стоять, так би мовити, «самі по собі» і не визначають будь-якого іншого слова, слова вторинні стоять при якому-небудь первинному слові і визначають його; слова третинні стоять при якому-небудь вторинному слові і визначають його. Зрозуміло, зауважує далі Єсперсен, бувають слова, які стоять при третинних (їх можна було б назвати четвертинними); бувають і слова, які стоять при четвертинних (їх можна було б назвати пятічнимі), і т. д., а проте у встановленні подальших градацій немає необхідності, оскільки четвертинні, пятічние і т. д. слова нічим не відрізняються від третинних; тому можна обмежитися трьома рангамі. Для ілюстрації своїх положень Єсперсен наводить такі англійські приклади: extremely hot weather (extremely — третинне слово, hot — вторинне слово, weather — первинне слово). Таким чином, теорія «трьох рангів» має своє значення в певній вузькій сфері, але не може замінити ні теорію частин мови, ні теорію членів речення.

## Нексус і юнкції
Інший суттєвий пункт у граматичній теорії Єсперсена представлений теорією «нексусу» та «юнкції». Під цими термінами маються на увазі явища, давно знайомі лінгвістичній науці. Розрізнення «нексус» і «юнкції» — це розрізнення предикативних і непредикативних сполучень слів.
Елементарні приклади, які наводить — «собака гавкає» і «гавкаючий собака», — ілюструють явища, які позначалися різними термінами. Само собою зрозуміло, що звичайним випадком «Нексус» є пропозиція: зв'язок між підметом і присудком буде, якщо користуватися термінологією Єсперсена, «нексусной зв'язком», оскільки у всякому пропозиції в наявності акт предіцірованія — твердження чи заперечення зв'язку між підметом і присудком. Проте «нексус» може зустрітися і в іншому граматичному оформленні. «Нексус» буде, за Єсперсеном, і таке предикативное поєднання, яке складається не з підмета і присудка, а з інших елементів пропозиції, напр.: Заходів поєднання her sing в пропозиції I heard her sing (стор. 133).
Таким чином, під поняття нексуса підійдуть всі ті явища, які отримали у нас назву «вторинної предикативного» — поєднання «об'єктний відмінок з інфінітивом», «абсолютна конструкція» тощо У всіх цих випадках поняття нексуса трактується як поняття синтаксичне: дві окремі мовні одиниці утворюють нексус, якщо між ними існують предикативні відношення. У такому розумінні термін «нексус» цілком прийнятний: він узагальнює цілий ряд мовних явищ, об'єднуючи їх по одному істотному ознакою. Однак Єсперсен розширює це поняття настільки, що воно виходить за межі синтаксису і проникає в лексикологию. Так, наприклад, іменники — імена дії (arrival «прибуття» тощо) він називає «нексуснимі іменниками» на тій підставі, що вони позначають не окремо існуючий предмет, а опредмеченное дію предмета, вираженого іншим іменником або займенником, наприклад: the doctor's arrival «прибуття лікаря»
Подібну тенденцію виявляє Єсперсен і при розгляді інших явищ мови. Характерною є в цьому відношенні його трактування термінів «активний» і «пасивний». Ці терміни мають цілком ясне і певний зміст у застосуванні до заставної системі дієслова. У такому значенні вживає ці терміни, і Єсперсен. Однак виразний граматичний зміст цих термінів у нього починає стиратися, тому що він застосовує їх (притому без усяких застережень) до явищ зовсім іншого порядку, а саме — до лексичних значень прикметників та іменників.
Як приклади «активних прикметників» наводяться англійські прикметники troublesome «неспокійний», talkative «балакучий» тощо, а як приклади «пасивних прикметників» — eatable «їстівний», credible «ймовірний» та інші. Активні іменники: fisher «рибалка», liar «брехун» і т. д., пасивні: lessee «наймач» («той, кому здають в оренду»), referee «рефері» («той, кого питання направлений на розгляд») тощо.

## Морфологія і синтаксис
Також, ми повинні перш за все зупинитися на досить своєрідне трактування відмінності між морфологією і синтаксисом. На думку Єсперсена, це розходження засноване не на якому-небудь відмінності об'єктів вивчення, а тільки на відмінності в підході дослідника до цих об'єктів. Матеріал, з яким має справу морфологія, за Єсперсеном, нічим не відрізняється від матеріалу, з яким має справу синтаксис. Як морфологія, так і синтаксис вивчають всю сукупність граматичних явищ мови. Різниця ж між ними полягає, за Єсперсеном, в тому, що морфологія підходить до явищ ззовні, тобто йде від форми до значення, а синтаксис — зсередини, тобто від значення до форме. Подлінное відмінність між морфологією і синтаксисом у Єсперсена стирається.
Оскільки праця Єсперсена називається «Філософія граматики» (а не «Філософія мови» в цілому), питання про лексичні значення слів, що залежать від значень словотворчих суфіксів, не повинно було б взагалі розглядатися, якщо ж допустити розгляд цього питання, то лише з метою чітко відмежувати граматичні явища мови від неграмматичних.

На початку II глави («Систематична граматика») Єсперсен заявляє:
За останні сто років старі методи лінгвістичного дослідження були замінені новими методами історичної граматики — і цим лінгвістика вправі пишатися. Історична граматика не тільки описує явища, але і пояснює їх. Але хоч які величезні успіхи нових методів дослідження, не можна забувати, що ми не все ще сказали, якщо витлумачили факти мови у світлі його історії. Навіть після того, як багато неправильні освіти були зведені до більш ранніх правильним, інші все-таки залишилися неправильними, як би далеко в минуле ми ні заглиблювалися… Багато неправильності можна пояснити, але пояснення не усуває їх: для мовців на сучасній мові вони залишаються настільки ж неправильними, як якщо б їх походження не було пояснено… У всякому разі, історична лінгвістика не може зробити непотрібною описову, оскільки історична лінгвістика завжди повинна базуватися на описі тих етапів у розвитку мови, які нам безпосередньо доступні.
Виходячи з такого розуміння, Єсперсен будує свою граматичну систему в описовому плані. Очевидне розрізнення двох підходів до мовних фактами становить, безумовно, одну з сильних сторін «Філософії граматики».

## Висновок
Якщо висновки, до яких приходить Єсперсен, не завжди виявляються обґрунтованими і переконливими, це відбувається з тієї причини, що в ряді випадків йому заважає, з одного боку, поверхневий підхід до мовних явищ, з іншого — недостатньо чітке розмежування різних сфер мови — граматики і лексики. На думку професора Б. А. Ільіш, Єсперсеном не вдалося створити цілісну і струнку систему: в його працях цікаві спостереження та приватні висновки нерідко поєднуються з поверхневими та необґрунтованими узагальненнями, що не відповідають тій великій попередньої роботі, яку виконав автор по збиранню і аналізу матеріалу з різних мов земної кулі. Ставлячи собі за мету дослідити «філософію граматики», необхідно, очевидно, перш за все встановити, що таке граматика і чим вона відрізняється від лексики. Однак Єсперсен не дає чіткого відмежування. Не визначивши попередньо специфіку граматики, він у цілому ряді випадків залучає до розгляду такі мовні явища, які зовсім не є граматичними, причому не робить з цього приводу жодних застережень, і в результаті створюється враження, що виклад нібито весь час залишається в межах «філософії граматики», хоча насправді це зовсім не так.
Можна було б відзначити і цілий ряд інших проблем, за якими Єсперсен висловлює своєрідні, іноді свіжі і цікаві, іноді спірні і навіть неприйнятні судження: проблему частин мови (гл. IV—VI), проблему дієслівних часів у зв'язку з категорією виду (гол. XIX—XX), проблему класифікації висловлювань (гл. XXII), проблему заперечення (гол. XXIV) та ін Навіть у тих випадках, коли концепція Єсперсена викликає серйозні заперечення, вона цікава тим, що будить думку читача і змушує його глибше вдуматися в проблему, щоб розкрити коріння єсперсенових концепцій і спростувати їх.
Таким чином, ми знаходимо в книзі Єсперсена безліч думок, далеко не рівноцінних. У ній чергуються правильні спостереження та плідні приватні висновки з довільними, а в ряді випадків упередженими узагальненнями. Доводиться констатувати, що Єсперсен нерідко змішує граматичні явища з неграматичними, а в багатьох випадках не вдумується досить глибоко в сутність мовних категорій, які він розглядає. Цілий ряд серйозних недоліків в цьому відношенні впадає в очі хоч трохи підготовленому читачеві.
При всьому тому «Філософія граматики», безсумнівно, представить інтерес для кожного, хто займається вивченням лінгвістики. Велика кількість і різноманітність мовного матеріалу, оригінальні і в ряді випадків несподівані роздуми автора зацікавлять читача-мовознавця і змусять його глибше замислитися над сутністю багатьох мовних явищ.

## Твори
- Lehrbuch der Phonetik. — Lpz.—B., 1904. (нім.)
- Modern English grammar. — Vol. 1—7. — L., 1909-49. (англ.)
- Language, its nature, development and origin. — L., 1922. (англ.)
- An international language. — L., 1928. (англ.)
- Essentials of English Grammar. — [place unknown]., 1933. (англ.)
- Linguistica. — L., 1933. (англ.)